# Repatrieringen på Gammplatsen i Lycksele

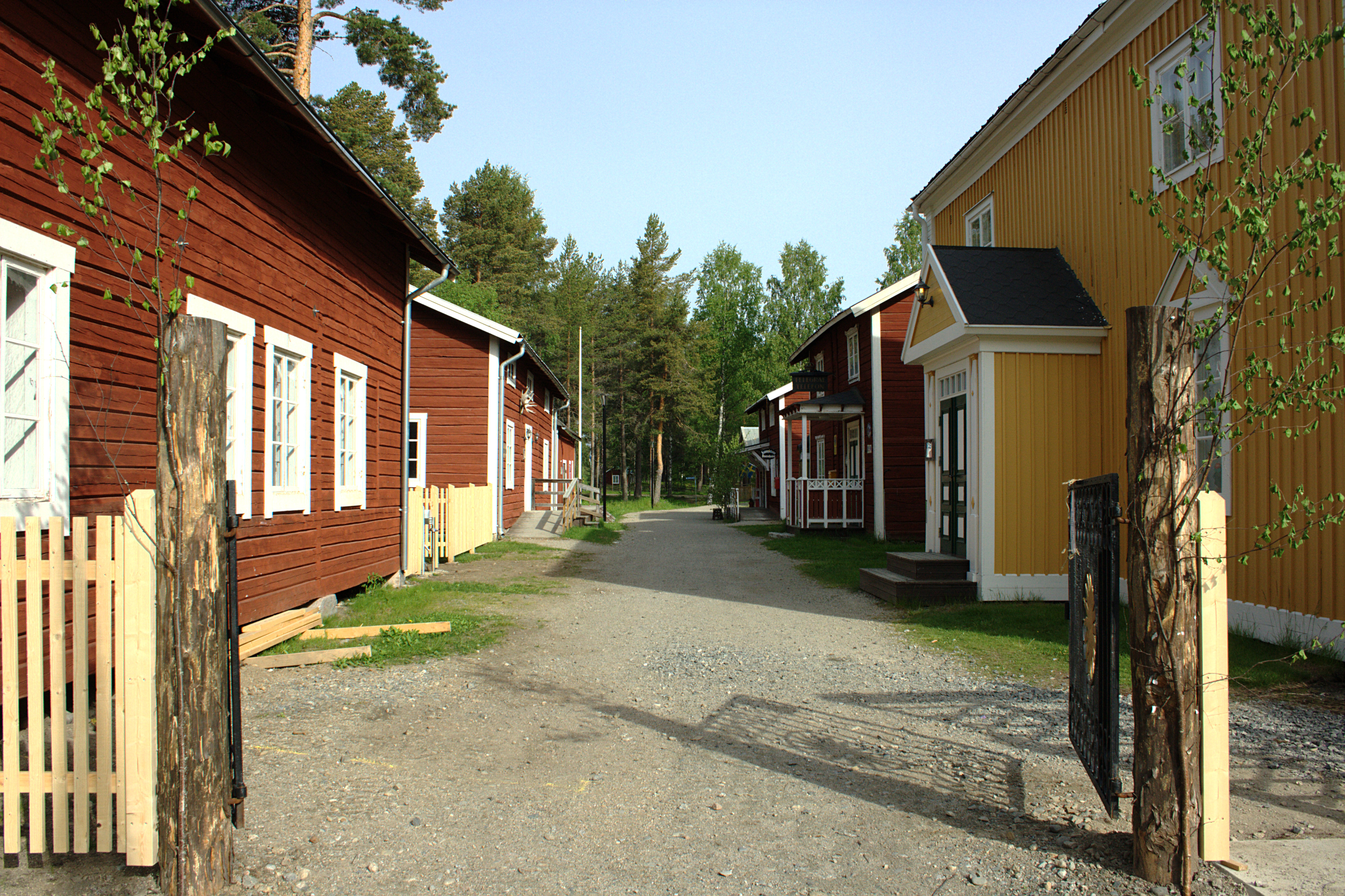
Gammplatsen

Repatrieringen på Gammplatsen i Lycksele genomfördes på urfolksdagen, 9 augusti 2019, och var den hittills största repatrieringen av samiska kvarlevor i Sverige i Lycksele på Gammplatsen. Repatrieringen innefattade 25 kranier som under 1950—1951 grävts upp från den samiska kyrkogården i Lycksele.
Katherine Hauptman, chef för Historiska museet 2018—2022, deltog bland andra i ceremonin.

## Bakgrund
Den arkeologiska utgrävningens syfte på 1950-talet var ursprungligen att undersöka marken där det planerades att byggas en hembygdsgård. Tomten låg i ett gammalt fornlämningsområde och därför krävdes det först en utredning. Sedan kom en förfrågan från kyrkan i Lycksele där de ville veta utbredningen på den gamla kyrkogården, vilket de även bekostade. Historiska museet var en del av utgrävningen på Gammplatsen under 1950-talet då den dåvarande chefsteologen på Historiska museet brevväxlade med grävledaren.
“Den alltid påpasslige Lundman meddelade att du hade en del kranier Du kunde taga till vara [...] Vi här på museet skulle vara tacksamma att få så många kranier du kan insamla”.
I brevet lägger även teologen till:
”Gör vad du kan, utan att gå över gränsen”.
Historiska museet var dock inte den enda verksamheten som bad om att få tillgång till kranierna, brev kom även in från Nordiska museet och Umeå universitet.
När kvarlevorna var upptagna lämnade de Lycksele den 22 augusti 1950, på väg mot Stockholm med tåg med slutdestination till Historiska museet. Omfattningen av leveransen låg på kvarlevor infattande 30 kranier och 4 skelettdelar. Några månader efter utskicket skrev dåvarande chefen för Västerbottens museum till Riksantikvarieämbetet  och bad att de skulle återlämna kvarlevorna så att de åter kunde begravas på Gammplatsens gravplats. Grävledaren skickade även brev till Stockholm och undrade hur det gick med det nedskickade materialet efter att ingen återkoppling skett. Han fick svar från chefsteologen där han missnöjt menade att materialet som skickats:
“...inte verka rent lapska utan i högsta sannolikhet blandras.”
Efter brevväxlingarna hände det inte mycket mer med materialet i Stockholm fram till 2013, då Historiska museet skickade en last benmaterial till Västerbottens museum tillsammans med en annan leverans. Susanne Sundström, arkeolog på Västerbottens museum, antog att materialet handlade om slaktavfall då hon tidigare fått liknande leveranser från andra kyrkstäder, vilket ledde till att lådorna stod orörda i museets källare i två år tills de till sluts undersöktes.
När man insåg vad innehållet handlade om berättade man tanken om repatriering kommande år på ett gruppmöte där alla samiska föreningar samt samebyar i länet bjöds in och därmed kunde ta del av den nya informationen. Efter detta blev Lycksele kommuns arbetsutskott kontaktat under sommaren 2018 angående planerna om repatrieringen, vilket de senare tog vidare med att starta processen, exempelvis med möten om hur allt skulle beröras.

## Ceremonin
De sista åren innan återbegravningen förvarades kvarlevorna i ett av Västerbottens museums magasin i Hörnefors.
Varje separat kvarleva begravdes i en handgjord, unik, näverask gjord av Anna Hansson. Nävern valdes ut som material då det historiskt sett har använts av samer för att svepa och skydda.
Eftersom kvarlevorna i återbegravningen redan haft en religiös begravningsceremoni vid eventuell tro i livet, valde man att inte inkludera religionen i ceremonin.
Ceremonin för repatrieringen skedde den 9 augusti 2019 i Lycksele på Gammplatsen. Under ceremonin medverkade Katherine Hauptman,  chef för Historiska museet. Hennes medverkan innefattade ett tal och en ursäkt till det samiska folket.  Även representanter för andra organisationer närvarande, exempelvis Carl-Gösta Ojala för universitetsvärlden och Åsa Nyström, biskop i Luleå stift, höll i delar av ceremonin.
Lis-Marie Hjortfors, sametingets etiska råd, beskrev återbegravningen som en 'läkningsprocess'.